# Михей (пророк)

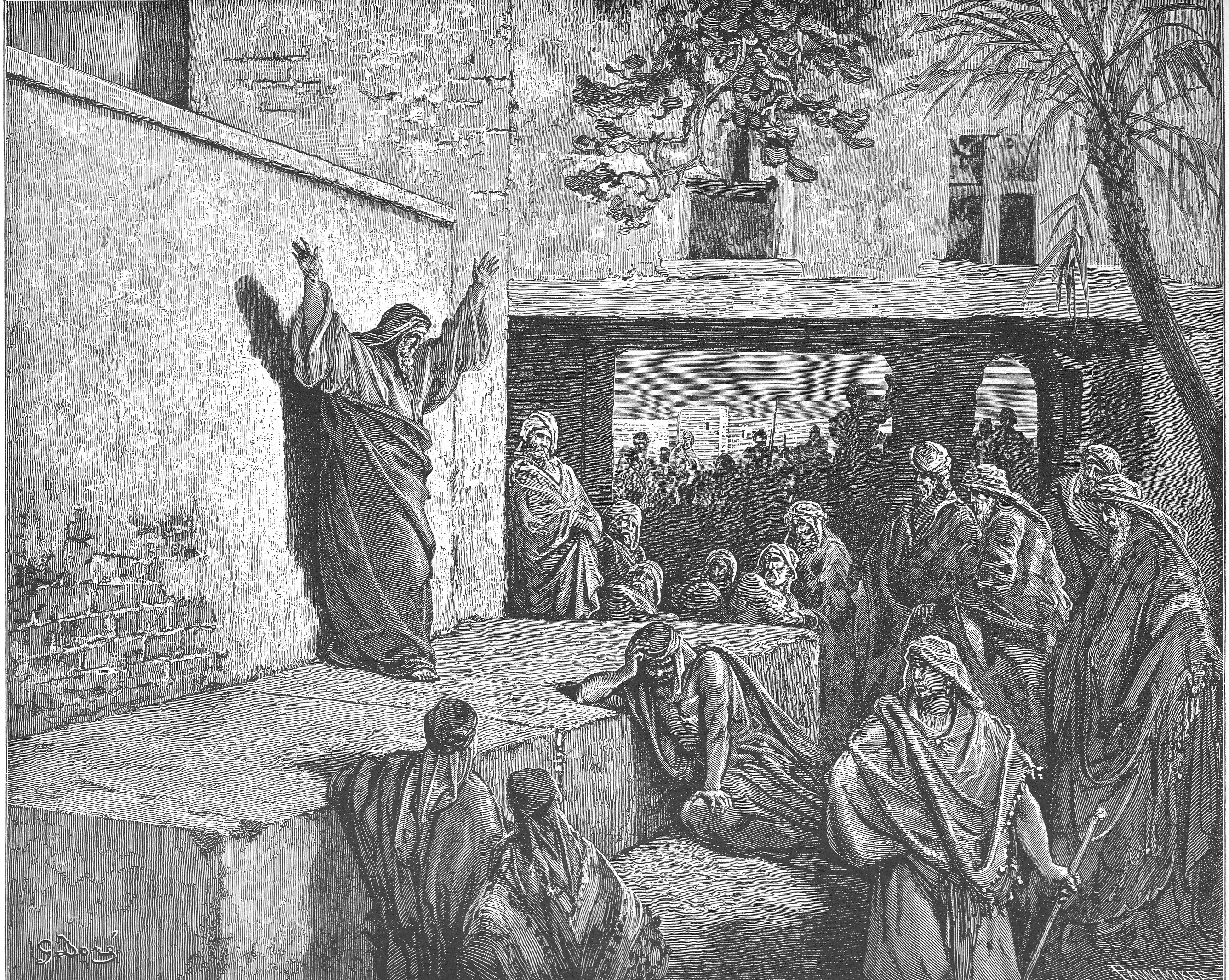
«Пророк Михей выступает перед народом».
Гюстав Доре

Михе́й (ивр. מִיכָה‎, Миха — «кто подобен [Богу]?»; жил ок. 720 года до н. э.) — библейский пророк, современник Исаии. Автор одноимённой пророческой Книги пророка Михея, шестой среди книг «малых» пророков. Церковная память пророка Михея празднуется 14 (27) августа шестеричным богослужением.

## Жизнеописание
Родом из поселения Морасф (Мареш или Морешет-Гат) в Шфела. Жил в Иудее в годы падения Самарии (ок. 720 г. до н. э.). Пророчествовал при царях Езекии и Манассии, был современником Исайи.

## Книга пророка
Пророк Михей стоит у истоков необычного для своего времени стремления «упростить» иудаизм до его этической сущности:

О, человек! сказано тебе, что — добро и чего требует от тебя Господь: действовать справедливо, любить дела милосердия и смиренномудренно ходить пред Богом твоим
— Мих. 6:8
Михей первым из пророков предсказал, что Иудея будет разрушена из-за греховного поведения её политических и религиозных лидеров:

Посему за вас Сион распахан будет как поле, и Иерусалим сделается грудою развалин, и гора Дома (Господа) будет лесистым холмом.
— Мих. 3:12
Это мрачное пророчество делает тон его книги отчаянным. Михей убеждает людей изменяться как можно быстрее, ведь время уходит. Последняя часть его книги содержит и пророчество надежды, о днях пришествия Мессии, подобное самому известному пророчеству Исайи:

Теперь ополчись, дщерь полчищ; обложили нас осадою, тростью будут бить по ланите судью Израилева. И ты, Вифлеем-Ефрафа, мал ли ты между тысячами Иудиными? из тебя произойдёт Мне Тот, Который должен быть Владыкою в Израиле и Которого происхождение из начала, от дней вечных. Посему Он оставит их до времени, доколе не родит имеющая родить; тогда возвратятся к сынам Израиля и оставшиеся братья их. И станет Он, и будет пасти в силе Господней, в величии имени Господа Бога Своего, и они будут жить безопасно, ибо тогда Он будет великим до краёв земли. И будет Он мир.
— Мих. 5:1-5